# Il vincitore (film 1985)
Il vincitore (American Flyers) è un film del 1985 diretto da John Badham.

## Trama
I due fratelli Sommers, Marcus e David, si separano dopo la morte del padre avvenuta per aneurisma cerebrale e si incontrano di nuovo per mezzo della madre, la quale vive da sola insieme al figlio David che sembra dimostrare sintomi di malattia ereditati dal padre.
Per non destare sospetti, Marcus (che è anche un medico sportivo) lo invita a passare il weekend con lui nel Wisconsin, ma i due non vanno per niente d'accordo su qualsiasi argomento discutano. Il loro unico punto di avvicinamento è la passione per il ciclismo. 
Marcus mostrerà a David la palestra olimpionica all'avanguardia, nella quale lavora insieme alla sua ragazza, cercando di ottenere il miglior risultato possibile di ogni atleta.
Lo scopo di Marcus è di scoprire, tramite allenamento e visita medica, se David è realmente malato ed ha ereditato la malattia del padre, ma i risultati sono buoni, quindi David è sano e salvo, mentre Marcus è l'erede della malattia del padre all'insaputa della madre e di suo fratello David.
I due fratelli tempo dopo decidono di partire per il Colorado e partecipare alla gara ciclistica conosciuta col nome "L'inferno del West". Qui i due fratelli Sommers riescono a qualificarsi per la gara con un buon punteggio, mentre la gara vera e propria ha luogo due giorni dopo.
Dopo aver vinto la prima tappa, durante la seconda Marcus viene colto dal malore della malattia e per poco rischia di rimanere ucciso durante la caduta in un burrone, mentre David si qualifica terzo con un buon punteggio concludendo così la prima tappa della gara.
Il giorno successivo, Marcus si dimetterà dall'ospedale ma non correrà insieme a David che invece dovrà correre solo contro tutti e guadagnare tutto il tempo di svantaggio che ha perso durante la qualifica. Tra uno spintone e complotti contro il ciclista sovietico, David raggiungerà per primo il traguardo e neanche gli undici secondi di svantaggio rispetto al ciclista Masin lo faranno arretrare nella sua posizione, e sarà così David Sommers il vincitore dell'inferno del West.

## Cameo
Nel film fa un breve cameo Eddy Merckx, dando il via alla prima tappa della gara.